# Maximiliano Moralez
Maximiliano Nicolás Moralez (* 27. Februar 1987 in Granadero Baigorria, Provinz Santa Fe, Argentinien) ist ein argentinischer Fußballer, der im offensiven Mittelfeld eingesetzt wird.

## Verein
Moralez spielte seit seiner Jugend bei Racing Club Avellaneda, wo er am 12. Juni 2005 sein Debüt in der argentinischen Primera División gab. Im Jahr 2007 wechselte er zum FK Moskau. Bei Moskau kam er auf sechs Ligaeinsätze und ging auf Leihbasis zu Racing Club Avellaneda zurück. Dort half er beim Klassenerhalt seines Klubs, indem er das entscheidende Tor in der Relegation beim 1:0-Erfolg gegen CA Belgrano erzielte. Im Jahr 2009 ging Moralez zu Vélez Sarsfield, mit denen er argentinischer Meister der Clausura 2009 wurde. In 19 Spielen kam Moralez 14 Mal zum Einsatz und trug mit fünf Toren zum Titel bei. 2011 erreichte er mit Vélez das Halbfinale der Copa Libertadores 2011. Er steuerte fünf Tore in elf Einsätzen zu diesem Erfolg bei. Am 27. Juli 2011 wechselte Moralez nach Italien zum Aufsteiger Atalanta Bergamo. Nach viereinhalb Jahren verkaufte Atalanta den Spieler zu Club León nach Mexiko, nachdem dieser schon zuvor zwei andere Angebote abgelehnt hatte. Am 15. Februar 2017 gab New York City FC bekannt, Moralez als Designated Player zu verpflichten. Im Juni 2019 wurde Moralez Spieler des Monats in der MLS. Nach sechs erfolgreichen Jahren in New York wechselte Morales 2023 zurück zu seinem Heimatverein Racing Club.

## Nationalmannschaft
Mit der argentinischen U20-Nationalmannschaft nahm Moralez 2007 an der südamerikanischen U20-Meisterschaft in Paraguay und der Junioren-Fußballweltmeisterschaft in Kanada teil, wo Argentinien den inzwischen sechsten Titel gewann. Maximiliano Moralez, genannt Maxi, schoss bei der Junioren-WM vier Tore und bereitete drei vor. Dadurch gewann er als drittbester Torschütze sowohl den bronzenen Schuh, als auch als einer der besten Spieler des Turniers den silbernen Ball. In der A-Nationalmannschaft gab Moralez sein Debüt am 14. März 2011 im Freundschaftsspiel gegen Venezuela, das Argentinien mit 4:1 gewann.

## Erfolge
- Argentinischer Meister: 2009 Clausura, 2011 Clausura
- U-20-Weltmeister
- Bronzener Schuh bei der U-20-Weltmeisterschaft
- Silberner Ball bei der U-20-Weltmeisterschaft

## Sonstiges
Wegen seiner knapp bemessenen Größe von 1,60 m und seinem Gewicht von 54 kg nennen ihn seine Freunde und Mannschaftskameraden el Enano, den Zwerg. Ebenfalls wegen seiner Körpergröße wird Moralez el Frasquito, das Fläschchen, genannt.